# Gibbula beckeri
Gibbula beckeri is een slakkensoort uit de familie van de Trochidae. De wetenschappelijke naam van de soort is voor het eerst geldig gepubliceerd in 1901 door Sowerby III.